# Escala (Hautes-Pyrénées)
Escala település Franciaországban, Hautes-Pyrénées megyében. Lakosainak száma 351 fő (2022. január 1.). Escala Lannemezan, La Barthe-de-Neste, Montoussé, Tuzaguet és Cantaous községekkel határos.

## Népesség
A település népességének változása:
| Lakosok száma | 400  | 380  | 389  | 376  | 369  | 361  | 354  | 352  | 351  |
|               | 2013 | 2015 | 2016 | 2017 | 2018 | 2019 | 2020 | 2021 | 2022 |